# Miguel Brindisi
Miguel Ángel Brindisi de Marco (Buenos Aires, 8 de octubre de 1950) es un exfutbolista y exentrenador. 
Jugaba como mediocampista por derecha. Su primer equipo fue Huracán.
Como jugador fue capitán del campeón Huracán de 1973, uno de los mejores equipos de la historia de ese club, también fue campeón de Boca Juniors en el recordado equipo de 1981 junto a Diego Armando Maradona. Luego en el recordado equipo de las estrellas del Nacional, de Uruguay. Además, fue internacional con la selección argentina, con la que participó y fue capitán en la Copa Mundial de Fútbol de 1974 en Alemania. Desde el año 2015 a la actualidad se encuentra trabajando en la secretaría técnica de la Unión Deportiva Las Palmas de España.
Fue un centrocampista elegante, dotado de gran técnica, que recuperaba en todos los sectores, distribuía con criterio y jugó como mediocampista y también como delantero en algunos tramos de su carrera. Convirtió 224 goles, de los cuales 194 los hizo en su país natal, que lo ubican entre los diez máximos artilleros de la historia del fútbol argentino. En 2000, una encuesta entre 100 destacadas personalidades del fútbol argentino lo eligieron para integrar la selección argentina del siglo XX, en la cual es parte del 11 ideal. Es considerado como uno de los mejores volantes por derecha de la historia del fútbol argentino.[cita requerida]
Cómo director técnico ganó títulos en Guatemala, con Municipal en dos oportunidades, en Ecuador con Barcelona en dos oportunidades y llegó al máximo logro por el equipo a nivel internacional, que fue una final de Copa Libertadores. En Argentina, con Independiente de Avellaneda salió campeón del torneo local, la Supercopa sudamericana y la Recopa disputada en Japón. También se alzó con el Torneo Interligas con el Atlas mexicano, clasificó a Copa Libertadores y llegó a instancias finales del mismo.
Desde el año 2015 se encuentra trabajando en la secretaría técnica de la Unión deportiva Las Palmas de España.

## Trayectoria

### Como jugador

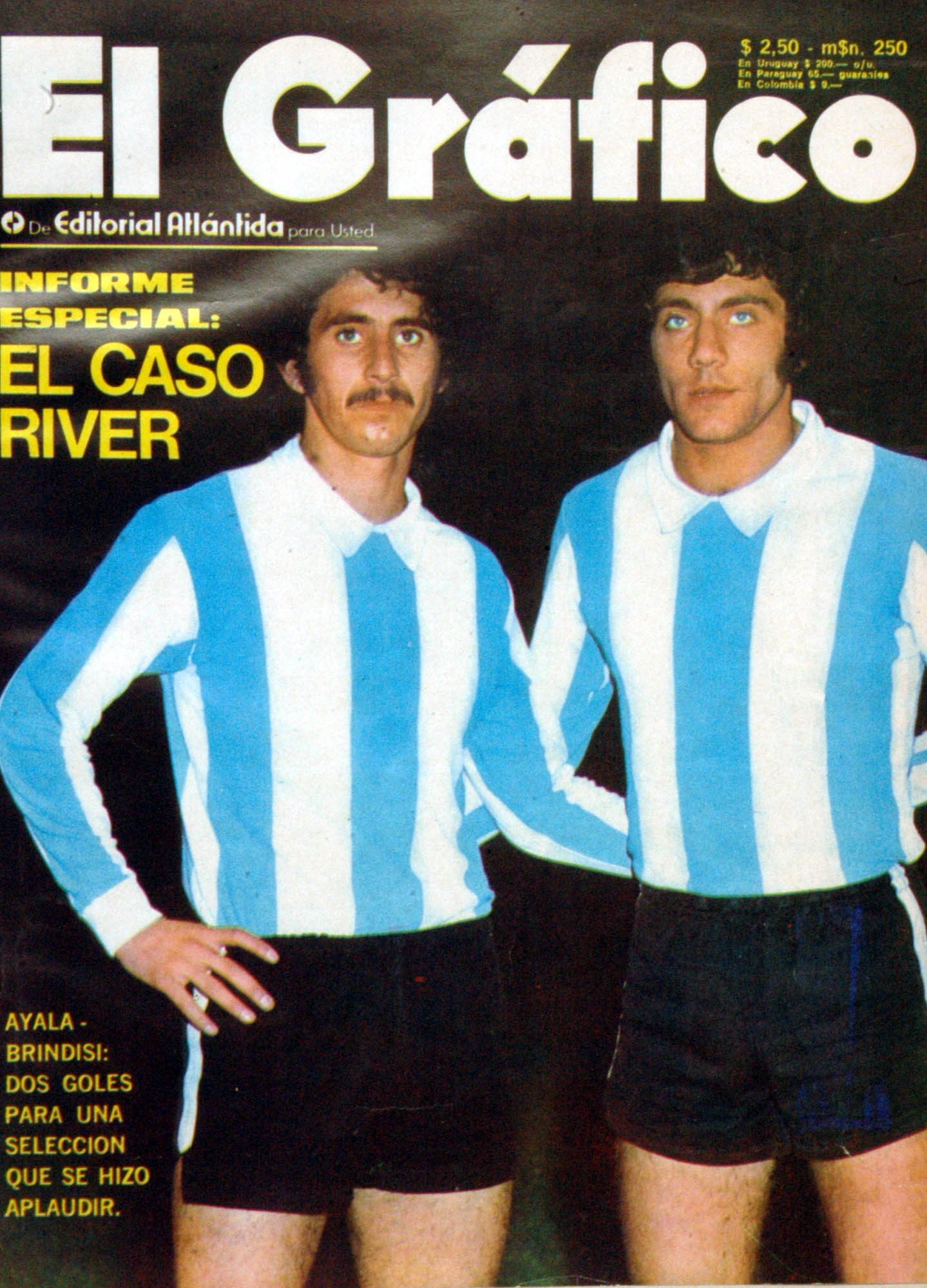
Ayala y Brindisi en la selección Argentina en 1972.

Su aparición en Primera División, en el Club Atlético Huracán, coincidió con la de otro ídolo del club, Carlos Babington. En 1969 a los 19 años fue llamado para integrar la Selección de Argentina que se preparaba para las eliminatorias del Mundial de 1970 en México, pero su sueño de jugar su primer Mundial se vio truncado a raíz de la estrepitosa eliminación argentina propinada por Perú.
En 1973, se consagró campeón de la Primera División de Argentina con Huracán, como capitán del equipo y jugador símbolo. Ese mismo año, fue elegido como el segundo mejor jugador de Sudamérica por detrás de Pelé.
Representó a la selección argentina en la Copa Mundial de 1974, marcando un gol ante Brasil, y posteriormente fue transferido al fútbol español, donde se consagró en un gran ídolo del club U. D. Las Palmas, siendo parte importante en la historia de la institución que le concedió la insignia de oro y brillantes en 2015. Regresó a Huracán años más tarde. En 1981 fichó para Boca Juniors, con el que se consagró campeón jugando al lado de Diego Armando Maradona, siendo una vez más capitán del equipo.
Según la FIFA, Brindisi anotó 351 goles en 696 partidos oficiales en torneos de primera división, 194 de los cuales los logró en Argentina, por lo que es el undécimo goleador histórico de la Primera División argentina y el primero cuya posición en el campo no era la de delantero.

### Como entrenador
Trabajó inicialmente en Alumni de Villa María. Luego dirigió al Municipal de Guatemala, con el que conquistó dos títulos locales de forma consecutiva en 1987 y 1988-89. Continuó su carrera en Ecuador, donde dirigió al Barcelona Sporting Club, al que llevó por primera vez en su historia a una final de Copa Libertadores en 1990 y ganó los títulos locales de 1989 y 1991. Luego dirigió a su ex equipo, la Unión Deportiva Las Palmas y a la Selección de Guatemala.
Su primer trabajo como entrenador en la Primera División de Argentina fue dirigiendo al Club Atlético Independiente, con el que consiguió el Torneo Clausura 1994, la Supercopa Sudamericana 1994 (derrotando en la final al Boca Juniors de César Luis Menotti) y la Recopa Sudamericana 1995 al derrotar al campeón sudamericano, Vélez Sarsfield. Luego pasó a dirigir al clásico rival de Independiente, el Racing Club de Avellaneda, con el que fue subcampeón del Torneo Apertura 1995 y metiéndolo en la Copa Libertadores del posterior año.
En Argentina también dirigió a Huracán, Lanús y en el año 2004 fue elegido técnico de Boca Juniors, reemplazando al multicampeón Carlos Bianchi. Bajo su mando el equipo ganó la Copa Vodafone. Sin embargo, el cuadro de la Ribera terminaría estando por debajo de las expectativas, haría una mala campaña en el Torneo Apertura dejándolo 10.º y luego de la derrota en un clásico con River, sumándole también a la previa derrota en la Recopa Sudamericana frente al Cienciano y a una racha negativa de 5 partidos sin ganar, fue cesado de su cargo.
En su segundo paso por España como entrenador lo hizo con el Espanyol de Barcelona,se hizo cargo del equipo luego que Marcelo Bielsa renunciará con el equipo en el puesto 19 de la liga. Brindisi no solo consiguió acomodar el equipo sino que lo llevó a jugar copa internacional dejando al equipo en el puesto 7 en la finalización del torneo. Al año siguiente tuvo un gran arranque ocupando nuevamente los primeros puestos de liga, pero el equipo no respondió en la segunda etapa del torneo y luego de 17 meses en el cargo deja el equipo. 
En el futbol mexicano dirigió al Atlas, equipo que había terminado en la última posición el torneo anterior y con el que con Brindisi como entrenador alcanzó los Cuartos de final de la Copa Libertadores 2008, en los que cayó ante Boca Juniors. También llevó al equipo al repechaje final del torneo local quedando afuera de luego de empatar con el Necaxa ambos partidos y perder por ventaja deportiva. El 4 de septiembre de ese mismo año dejó el cargo en Atlas.
El 2 de diciembre del 2008, Antonio Leonardo Castañón (–entonces– propietario de Jaguares de Chiapas) presentó a Miguel Ángel Brindisi como nuevo entrenador de Jaguares, rumbo al Clausura 2009. Junto al argentino llegaron Carlos Vicente Squeo y Marco Antonio 'Chima' Ruiz, como auxiliares, Rubén López como preparador físico y Alan Cruz como entrenador de porteros.
En vísperas de la última jornada del Clausura 2009, la directiva de Jaguares destituyó a Brindisi y nombró a 'Chima' Ruiz, como director técnico interino.
En el año 2010 se oficializó su regreso a la dirección técnica de Huracán, en donde trabajo hasta el año 2011.
El 15 de abril del 2013 regresó al Independiente de Avellaneda, que en ese momento se hallaba hundido en una grave crisis económica, deportiva e institucional, con el objetivo de salvarlo del descenso luego del tercer ciclo de Américo Gallego. Lamentablemente no pudo cumplir dicho objetivo y el 15 de junio el equipo pierde la categoría por primera vez en su historia tras una derrota 0 - 1 de local frente a San Lorenzo. A pesar de ello, la dirigencia decidió mantenerlo en el cargo, esta vez con el objetivo de afrontar el duro paso por la segunda división y regresar a Primera. Sin embargo, el equipo tuvo un pésimo arranque en el torneo, estando sin ganar y en zona de descenso a la Primera B Metropolitana en las primeras cuatro fechas, lo que conllevó a su renuncia definitiva al banquillo del Rojo el 24 de agosto, tras la caída por 2 - 1 frente a Atlético Tucumán.
En el año 2015 Miguel Brindisi fue llamado por el presidente de la Unión Deportiva Las Palmas para trabajar en la secretaría técnica del club español, puesto que ocupa actualmente.

## Clubes

### Como jugador
| Club             | País      | Año       |
| ---------------- | --------- | --------- |
| Huracán          | Argentina | 1967-1976 |
| U. D. Las Palmas | España    | 1976-1979 |
| Huracán          | Argentina | 1979-1980 |
| Boca Juniors     | Argentina | 1981-1982 |
| Unión (SF)       | Argentina | 1983      |
| Nacional         | Uruguay   | 1983-1984 |
| Racing           | Argentina | 1984      |
| Millonarios      | Colombia  | 1985      |

### Como entrenador
| Club                  | País      | Año       |
| --------------------- | --------- | --------- |
| Alumni de Villa María | Argentina | 1986      |
| CSD Municipal         | Guatemala | 1986-1989 |
| Barcelona             | Ecuador   | 1989-1991 |
| U. D. Las Palmas      | España    | 1991-1992 |
| Independiente         | Argentina | 1994-1995 |
| Racing                | Argentina | 1995-1996 |
| Barcelona             | Ecuador   | 1996      |
| Gremio                | Brasil    | 1997-1998 |
| Espanyol              | España    | 1999-2000 |
| Huracán               | Argentina | 2001-2002 |
| Lanús                 | Argentina | 2003-2004 |
| Boca Juniors          | Argentina | 2004      |
| Estrella Roja         | Serbia    | 2006      |
| Atlas                 | México    | 2008      |
| Jaguares de Chiapas   | México    | 2009      |
| Huracán               | Argentina | 2010-2011 |
| Independiente         | Argentina | 2013      |

## Selección nacional

### Participaciones en Copas del Mundo
| Mundial              | Sede     | Resultado     | PJ | G |
| -------------------- | -------- | ------------- | -- | - |
| Copa Mundial de 1974 | Alemania | Segunda ronda | 4  | 1 |

## Estadísticas

### Jugador
| CA Huracán Argentina | 1.ª           | 1968          | 8   | 1   | —  | — | —  | — | 8   | 1   |
| CA Huracán Argentina | 1.ª           | 1969          | 35  | 13  | —  | — | —  | — | 35  | 13  |
| CA Huracán Argentina | 1.ª           | 1970          | 33  | 10  | —  | — | —  | — | 33  | 10  |
| CA Huracán Argentina | 1.ª           | 1971          | 44  | 15  | —  | — | —  | — | 44  | 15  |
| CA Huracán Argentina | 1.ª           | 1972          | 42  | 29  | —  | — | —  | — | 42  | 29  |
| CA Huracán Argentina | 1.ª           | 1973          | 32  | 21  | —  | — | —  | — | 32  | 21  |
| CA Huracán Argentina | 1.ª           | 1974          | 23  | 13  | —  | — | 10 | 6 | 33  | 19  |
| CA Huracán Argentina | 1.ª           | 1975          | 47  | 27  | —  | — | —  | — | 47  | 27  |
| CA Huracán Argentina | 1.ª           | 1976          | 22  | 16  | —  | — | —  | — | 22  | 16  |
| CA Huracán Argentina | 1.ª           | 1979-80       | 63  | 20  | —  | — | —  | — | 63  | 20  |
| CA Huracán Argentina | Total         | Total         | 349 | 165 | 0  | 0 | 10 | 6 | 359 | 171 |
| UD Las Palmas · España | 1.ª           | 1976-77       | 30  | 8   | —  | — | —  | — | 30  | 8   |
| UD Las Palmas · España | 1.ª           | 1977-78       | 32  | 7   | —  | — | 4  | 0 | 36  | 7   |
| UD Las Palmas · España | 1.ª           | 1978-79       | 30  | 14  | —  | — | —  | — | 30  | 14  |
| UD Las Palmas · España | Total         | Total         | 92  | 29  | 17 | 9 | 4  | 0 | 113 | 38  |
| Boca Juniors Argentina | 1.ª           | 1981          | 45  | 19  | —  | — | —  | — | 45  | 19  |
| Boca Juniors Argentina | 1.ª           | 1982          | 33  | 8   | —  | — | 3  | 0 | 36  | 8   |
| Boca Juniors Argentina | Total         | Total         | 78  | 27  | 0  | 0 | 3  | 0 | 81  | 27  |
| Club Nacional · Uruguay | 1.ª           | 1983          | 9   | 9   | 1  | 1 | 10 | 2 | 19  | 3   |
| Club Nacional · Uruguay | Total         | Total         | 9   | 1   | 10 | 2 | 19 | 3 | 19  | 3   |
| CA Unión Argentina | 1.ª           | 1983          | 14  | 2   | —  | — | —  | — | 14  | 2   |
| CA Unión Argentina | Total         | Total         | 14  | 2   | 0  | 0 | 0  | 0 | 14  | 2   |
| Racing Club Argentina | 2.ª           | 1984          | 38  | 9   | —  | — | —  | — | 38  | 9   |
| Racing Club Argentina | Total         | Total         | 38  | 9   | 0  | 0 | 0  | 0 | 38  | 9   |
| Total carrera | Total carrera | Total carrera | 580 | 233 | 17 | 9 | 28 | 7 | 616 | 248 |
| (1) Incluye Copa del Rey. (2) Incluye Copa Libertadores, Liga Europa de la UEFA. (3) No incluye goles en partidos amistosos. |               |               |     |     |    |   |    |   |     |     |

### Entrenador
| Equipo                       | Torneo                                | Estadísticas | Estadísticas | Estadísticas | Estadísticas | Estadísticas | Estadísticas | Estadísticas | Estadísticas |
| Equipo                       | Torneo                                | PJ           | G            | E            | P            | GF           | GC           | DG           | Efectividad  |
| ---------------------------- | ------------------------------------- | ------------ | ------------ | ------------ | ------------ | ------------ | ------------ | ------------ | ------------ |
| Municipal · Guatemala        | Liga Nacional de Guatemala 1987       | 40           | 24           | 13           | 3            | 64           | 28           | +36          | 76,25%       |
| Municipal · Guatemala        | Liga Nacional de Guatemala 1988-89    | 39           | 22           | 11           | 6            | 55           | 26           | +29          | 70,51%       |
| Municipal · Guatemala        | Copa de Campeones de la Concacaf 1988 | 3            | 1            | 1            | 1            | 4            | 4            | 0            | 50%          |
| Municipal · Guatemala        | Total                                 | 82           | 47           | 25           | 10           | 123          | 58           | +65          | 72,56%       |
| Barcelona · Ecuador          | Campeonato Ecuatoriano de Fútbol 1989 | 42           | 17           | 17           | 8            | 54           | 36           | +18          | 60,71%       |
| Barcelona · Ecuador          | Campeonato Nacional de Fútbol 1990    | 46           | 18           | 14           | 14           | 81           | 62           | +19          | 54,35%       |
| Barcelona · Ecuador          | Copa Libertadores 1990                | 14           | 5            | 5            | 4            | 13           | 13           | 0            | 53,57%       |
| Barcelona · Ecuador          | Campeonato Nacional de Fútbol 1991    | 44           | 26           | 12           | 6            | 87           | 44           | +43          | 72,72%       |
| Barcelona · Ecuador          | Copa Libertadores 1991                | 6            | 0            | 3            | 3            | 5            | 9            | -4           | 25%          |
| Barcelona · Ecuador          | Total                                 | 152          | 66           | 51           | 35           | 240          | 164          | +76          | 60,20%       |
| Independiente Argentina      | Apertura 1993*                        | 13           | 4            | 5            | 4            | 15           | 15           | 0            | 50%          |
| Independiente Argentina      | Clausura 1994*                        | 19           | 8            | 10           | 1            | 32           | 13           | +19          | 68,42%       |
| Independiente Argentina      | Supercopa Sudamericana*               | 8            | 4            | 2            | 2            | 13           | 4            | +9           | 62,50%       |
| Independiente Argentina      | Apertura 1994*                        | 19           | 7            | 5            | 7            | 29           | 28           | +1           | 50%          |
| Independiente Argentina      | Recopa Sudamericana*                  | 1            | 1            | 0            | 0            | 1            | 0            | +1           | 100%         |
| Independiente Argentina      | Clausura 1995*                        | 8            | 3            | 1            | 4            | 8            | 8            | 0            | 43,75%       |
| Independiente Argentina      | Copa Libertadores 1995                | 6            | 2            | 1            | 3            | 5            | 7            | -2           | 38,89%       |
| Independiente Argentina      | Total                                 | 74           | 29           | 24           | 21           | 103          | 75           | +28          | 55,40%       |
| Racing Argentina             | Apertura 1995                         | 19           | 10           | 5            | 4            | 35           | 24           | +11          | 61,40%       |
| Racing Argentina             | Supercopa Sudamericana 1995           | 2            | 0            | 1            | 1            | 4            | 6            | -2           | 16,67%       |
| Racing Argentina             | Clausura 1996                         | 19           | 8            | 5            | 6            | 26           | 25           | +1           | 50,88%       |
| Racing Argentina             | Supercopa Sudamericana 1996           | 1            | 1            | 0            | 0            | 1            | 0            | +1           | 100%         |
| Racing Argentina             | Apertura 1996                         | 1            | 0            | 0            | 1            | 0            | 2            | -2           | 0%           |
| Racing Argentina             | Total                                 | 42           | 19           | 11           | 12           | 66           | 57           | +9           | 53,97%       |
| Espanyol · España            | Primera División de España 1998-99    | 32           | 15           | 11           | 6            | 44           | 30           | +14          | 58,33%       |
| Espanyol · España            | Copa del Rey de fútbol 1998-99        | 4            | 1            | 1            | 2            | 8            | 10           | -2           | 33%          |
| Espanyol · España            | Primera División de España 1999-2000  | 20           | 6            | 5            | 9            | 29           | 31           | -2           | 38,33%       |
| Espanyol · España            | Copa Intertoto de la UEFA 1999        | 2            | 0            | 0            | 2            | 1            | 4            | -3           | 0%           |
| Espanyol · España            | Copa del Rey de fútbol 1999-2000      | 2            | 1            | 1            | 0            | 2            | 0            | +2           | 66,67%       |
| Espanyol · España            | Total                                 | 60           | 23           | 18           | 19           | 84           | 75           | +9           | 48,33%       |
| Huracán Argentina            | Apertura 2001                         | 10           | 3            | 2            | 5            | 12           | 16           | -4           | 36,67%       |
| Huracán Argentina            | Clausura 2002                         | 19           | 9            | 3            | 7            | 27           | 24           | +3           | 52,63%       |
| Huracán Argentina            | Apertura 2002                         | 5            | 0            | 1            | 4            | 3            | 12           | -9           | 6,67%        |
| Huracán Argentina            | Total                                 | 34           | 12           | 6            | 16           | 42           | 52           | -10          | 41,17%       |
| Lanús Argentina              | Apertura 2003                         | 19           | 4            | 10           | 5            | 21           | 23           | -2           | 38,59%       |
| Lanús Argentina              | Clausura 2004                         | 3            | 1            | 0            | 2            | 5            | 7            | -2           | 33%          |
| Lanús Argentina              | Total                                 | 22           | 5            | 10           | 7            | 26           | 30           | -4           | 37,87%       |
| Boca Juniors Argentina       | Apertura 2004                         | 14           | 6            | 3            | 5            | 19           | 11           | +8           | 50%          |
| Boca Juniors Argentina       | Recopa Sudamericana 2004              | 1            | 0            | 1            | 0            | 1            | 1            | 0            | 33%          |
| Boca Juniors Argentina       | Copa Sudamericana 2004                | 3            | 1            | 1            | 1            | 3            | 3            | 0            | 44%          |
| Boca Juniors Argentina       | Total                                 | 18           | 7            | 5            | 6            | 23           | 15           | +8           | 48,14%       |
| Atlas · México               | Clausura 2008                         | 19           | 6            | 7            | 6            | 22           | 25           | -3           | 43,86%       |
| Atlas · México               | Copa Libertadores 2008                | 10           | 4            | 4            | 2            | 16           | 13           | +3           | 53%          |
| Atlas · México               | Apertura 2008                         | 6            | 1            | 2            | 3            | 10           | 11           | -1           | 27,78%       |
| Atlas · México               | Total                                 | 35           | 11           | 13           | 11           | 48           | 49           | -1           | 43,81%       |
| Jaguares de Chiapas · México | Clausura 2009                         | 16           | 5            | 5            | 6            | 19           | 22           | -3           | 41,67%       |
| Jaguares de Chiapas · México | Total                                 | 16           | 5            | 5            | 6            | 19           | 22           | -3           | 41,67%       |
| Huracán Argentina            | Apertura 2010                         | 12           | 2            | 2            | 8            | 9            | 22           | -13          | 22%          |
| Huracán Argentina            | Clausura 2011                         | 2            | 0            | 1            | 1            | 1            | 3            | -2           | 16,67%       |
| Huracán Argentina            | Total                                 | 14           | 2            | 3            | 9            | 10           | 25           | -15          | 21,43%       |
| Total en Huracán             | Total en Huracán                      | 48           | 14           | 9            | 25           | 52           | 77           | -25          | 36,81%       |
| Independiente Argentina      | Torneo Final 2013                     | 10           | 3            | 4            | 3            | 10           | 8            | +2           | 43%          |
| Independiente Argentina      | Copa Argentina 2012-13                | 2            | 0            | 1            | 1            | 1            | 2            | -1           | 16,67%       |
| Independiente Argentina      | Primera B Nacional 2013-14            | 4            | 0            | 2            | 2            | 4            | 6            | -2           | 16,67%       |
| Independiente Argentina      | Total                                 | 16           | 3            | 7            | 6            | 15           | 16           | -1           | 33%          |

## Palmarés

### Como jugador

#### Campeonatos nacionales
| Título              | Club         | País      | Año    |
| ------------------- | ------------ | --------- | ------ |
| Primera División    | Huracán      | Argentina | M-1973 |
| Primera División    | Boca Juniors | Argentina | M-1981 |
| Campeonato Uruguayo | Nacional     | Uruguay   | 1983   |

### Como entrenador

#### Campeonatos nacionales
| Título           | Club          | País      | Año    |
| ---------------- | ------------- | --------- | ------ |
| Liga Nacional    | CSD Municipal | Guatemala | 1987   |
| Liga Nacional    | CSD Municipal | Guatemala | 1989   |
| Serie A          | Barcelona     | Ecuador   | 1989   |
| Serie A          | Barcelona     | Ecuador   | 1991   |
| Primera División | Independiente | Argentina | C-1994 |
| InterLiga        | Atlas         | México    | 2008   |

#### Copas internacionales
| Título                 | Club          | Sede       | Año  |
| ---------------------- | ------------- | ---------- | ---- |
| Supercopa Sudamericana | Independiente | Avellaneda | 1994 |
| Recopa Sudamericana    | Independiente | Tokio      | 1995 |

## Distinciones
| Distinción | Año        |
| --- | ---------- |
| Equipo ideal del Campeonato Metropolitano por El Gráfico                                                                                       | 1972       |
| Máximo goleador de Primera División de Argentina (21 goles)                                                                                    | M-1972     |
| Integrante de Sudamérica vs. Europa | 1972, 1973 |
| Equipo ideal del Campeonato Metropolitano por El Gráfico                                                                                       | 1973       |
| 2.º mejor futbolista sudamericano en el mundo por el periódico El Mundo (Venezuela)                                                            | 1973       |
| Mejor futbolista argentino en el mundo según el periódico El Mundo (Venezuela)                                                                 | 1973       |
| Olimpia de Plata al Mejor jugador del año en Argentina.                                                                                        | 1973       |
| Equipo ideal del Campeonato Metropolitano por El Gráfico                                                                                       | 1975       |
| Personalidad destacada de la Ciudad Autónoma de Buenos Aires en el ámbito del deporte por la Legislatura de la Ciudad Autónoma de Buenos Aires | 2019       |